# Лорейру (Оливейра-де-Аземейш)
Лорейру (порт. Loureiro) — район (фрегезия) в Португалии, входит в округ Авейру. Является составной частью муниципалитета Оливейра-де-Аземейш. Находится в составе крупной городской агломерации Большое Авейру. По старому административному делению входил в провинцию Бейра-Литорал. Входит в экономико-статистический субрегион Энтре-Доуру-и-Воуга, который входит в Северный регион. Население составляет 3491 человек. Занимает площадь 21,00 км².